# Fuerza Aérea Ecuatoriana
La Fuerza Aérea Ecuatoriana, spesso abbreviata in FAE, e conosciuta internazionalmente con la denominazione in lingua inglese Ecuadorian Air Force), è l'attuale aeronautica militare dell'Ecuador e parte integrante delle forze armate ecuadoriane.
Eredita le tradizioni militari della precedente Fuerza Aérea del Ejército Equatoriano.

## Storia
La FAE venne ufficialmente creata ufficialmente il 27 ottobre del 1920 anche se un certo grado di attività aerea militare era già presente nel paese da alcuni anni. Per esempio già nel 1910 a seguito della crisi Perù-Ecuador il paese latinoamericano dispiegò una componente aerea in ausilio alle forze armate tradizionali attingendo dagli aerei del Club de Tiro Guayaquil adibiti inizialmente per l'attività sportiva. La bontà dell'utilizzo del mezzo aereo convinse lo stato maggiore ecuadoriano a trasformare il Club de Tiro in scuola di volo. Fu allora che venne chiamato Cosme Rennella, asso durante la prima guerra mondiale, come istruttore grazie al quale la scuola poté crescere e svilupparsi come oggi la conosciamo contribuendo in maniera determinante alla nascita dell'Aviazione Militare Ecuadoriana.
Scuola di volo che all'inizio venne stanziata in quel di Salinas con un pugno di aerei statunitensi dei tipi più disparati.
Solamente sfiorata dalla seconda guerra mondiale, la FAE poté continuare indisturbata il suo potenziamento sostituendo i datati velivoli Ryan PT-22 Recruit, Curtiss-Wright CW-22 Falcon e Fairchild PT-19A Cornell con i moderni caccia a reazione Dassault Mirage F1, IAI Kfir C2, CE, e SEPECAT Jaguar Mk.1, velivoli che avranno modo di distinguersi nelle numerose crisi che l'Ecuador ha dovuto sostenere con il vicino Perù per il controllo delle frontiere tra i due paesi. Nel 1995, uno scontro tra due Mirage F1 ecuadoriani e due Sukhoi Su-22 peruviani durante la guerra per il controllo della regione di confine detta guerra del Cenepa, si è concluso con l'abbattimento dei due aerei peruviani. Il 10 febbraio 1995 un Kfir C.2 abbatté un Cessna A-37B Dragonfly della Fuerza Aérea del Perú con un missile Shafrir 2.

## Struttura

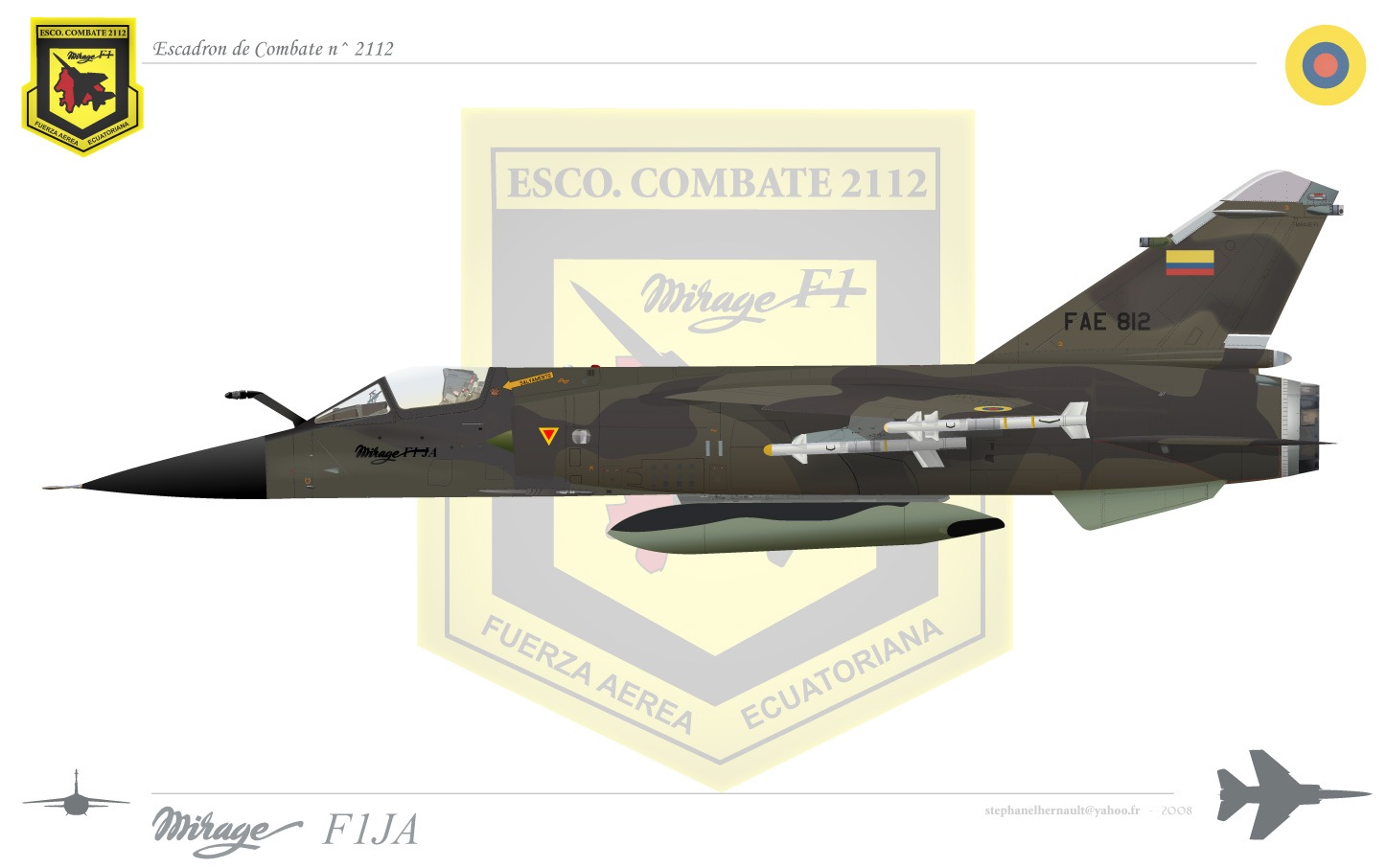
Dassault Mirage F1JA della Escuadrón de Combate 2112

La struttura attuale della FAE è suddivisa su tre gruppi di combattimento ("Ala de combate"), suddivisi in due o tre squadroni da combattimento ("Escuadrón de Combate"), più un gruppo di trasporto ("Ala de transporte") suddiviso in quattro squadriglie da trasporto:
- Ala de Transporte 11 - base aerea di Mariscal Sucre, Quito
  - Escuadrón de Transporte Pesado 1111 "Hercules" - operativo su C-130B/H
  - Escuadrón de Transporte 1112 "Avro" - operativo su Hawker Siddeley HS 748
  - Escuadrón de Transporte 1113 "Twin Otter" - operativo DHC-6 Twin Otter
  - Escuadrón de Transporte 1114 "Sabreliner" - operativo su Sabreliner
- Ala de Combate No. 21 - base aerea di Taura, Guayas
  - Escuadrón de Combate 2111 "Jaguar" - operativo su SEPECAT Jaguar
  - Escuadrón de Combate 2112 "Mirage" - operativo su Dassault Mirage F1JA/JE
  - Escuadrón de Combate 2113 "Kfir" - operativo su IAI Kfir CE/TC2
- Ala de Combate No. 22 - base aerea Simon Bolivar, Guayaquil
  - Escuadrón de Combate 2211 - operativo su Sud-Aviation SA 316 Alouette III, Piper PA-34 Seneca, Cessna 206
  - Escuadrón de Combate 2212 - operativo su Bell TH-57
- Ala de combate 23 - base aerea Eloy Alfaro, Manta
  - Escuadrón de Combate 2311 "Dragones" - operativo su BAC 167 Strikemaster
  - Escuadrón de Combate 2312 "Halcones" - operativo su BAC 167 Strikemaster
  - Escuadrón de Combate 2313 - operativo su A-29 Super tucano
- Accademia dell'Aeronautica "Cosme Rennella" (Escuela Superior Militar de Aviacion "Cosme Rennella") - Salinas Air Base - operativa su Cessna A-150L Aerobat, T-34 Mentor

## Aeromobili in uso
Sezione aggiornata annualmente in base al World Air Force di Flightglobal del corrente anno. Tale dossier non contempla UAV, aerei da trasporto VIP ed eventuali incidenti accorsi durante l'anno della sua pubblicazione. Modifiche giornaliere o mensili che potrebbero portare a discordanze nel tipo di modelli in servizio e nel loro numero rispetto a WAF, vengono apportate in base a siti specializzati, periodici mensili e bimestrali. Tali modifiche vengono apportate onde rendere quanto più aggiornata la tabella.
| Aeromobile                           | Origine        | Tipo                                                    | Versione (denominazione locale) | In servizio (2024) | Note | Immagine |
| Aerei da combattimento               |                |                                                         |                                 |                    | |          |
| Embraer EMB 314 Super Tucano         | Brasile        | aereo da addestramento avanzato aereo d'attacco leggero | A-29B                           | 17                 | 24 A-29B ordinati nel 2009, ridotti a 18 nel maggio 2010 e tutti consegnati entro il 2011. |          |
| Aerei da trasporto                   |                |                                                         |                                 |                    | |          |
| Lockheed C-130 Hercules              | Stati Uniti    | aereo da trasporto                                      | C-130HL-100-30                  | 21                 | 3 C-130H ed 1 L-100-30 consegnati. Ulteriori due C-130H donato ex USAF acquistati, il primo dei quali è stato consegnato a fine marzo 2024.                                                                                   |          |
| CASA C-295                           | Spagna         | Aereo da trasporto SAR                                  | CN-295M                         | 3                  | 3 consegnati. |          |
| Beechcraft King Air 350              | Stati Uniti    | Aereo da trasporto                                      | B350                            | 1                  | 1 consegnato. |          |
| Embraer Legacy 600                   | Brasile        | Aereo da trasporto                                      | ERJ-135BJ                       | 1                  | 1 Legacy 600 consegnati il 19 dicembre 2008. |          |
| Dassault Falcon 7X                   | Francia        | Aereo da trasporto                                      | Falcon 7X                       | 1                  | 1 Falcon 7X consegnato il 2 novembre 2013. |          |
| Boeing 727                           | Stati Uniti    | Aereo da trasporto                                      | B 727-200                       | 1                  | |          |
| Boeing 737                           | Stati Uniti    | Aereo da trasporto                                      | B 737-236                       | 1                  | 1 consegnato. |          |
| de Havilland Canada DHC-6 Twin Otter | Canada         | aereo da trasporto leggero                              | DHC-6-300                       | 3                  | 4 consegnati. |          |
| Gulfstream II                        | Stati Uniti    | Aereo da trasporto                                      | G.II                            | 1                  | |          |
| Piper PA-34 Seneca                   | Stati Uniti    | Aereo da trasporto                                      | PA-34                           | 1                  | |          |
| Aerei da addestramento               |                |                                                         |                                 |                    | |          |
| Diamond DA20 Eclipse                 | Austria        | aereo da addestramento                                  | DA-20C-1                        | 9                  | 12 consegnati. Un esemplare è stato perso il 26 novembre 2024. |          |
| Grob G 120                           | Germania       | aereo da addestramento                                  | G 120TP                         | 8                  | 8 G 120TP ordinati a dicembre 2019. |          |
| Elicotteri                           |                |                                                         |                                 |                    | |          |
| Bell TH-57 Sea Ranger                | Stati Uniti    | elicottero da addestramento                             | TH-57A                          | 3                  | 8 TH-57A consegnati ed impiegati per l'addestramento. |          |
| AgustaWestland AW119                 | Italia         | elicottero da addestramento MedEvac                     | AW119Ke                         | 4                  | 4 AW119Ke saranno consegnati a partire da aprile 2019, ed utilizzati in compiti di addestramento, evacuazione medica e pattugliamento.                                                                                        |          |
| Airbus Helicopters H145M             | Unione europea | SAR                                                     | H145M                           | 6                  | 6 H145M ordinati a novembre 2019, che saranno utilizzati in compiti di ricerca e soccorso. I primi due esemplari sono stati consegnati il 27 ottobre 2020. Gli ultimi tre elicotteri sono stati consegnati il 20 aprile 2021. |          |

## Aeromobili ritirati
- Atlas Cheetah C - 12 esemplari (2012-2021)[4][21][22]
- Atlas Cheetah B/D2 - 2 esemplari (2012-2021)[4][21][22]
- HAL Dhruv - 7 esemplari (2009 - 2015)[17][18][20]
- Eurocopter AS 555AN Fennec
- Aérospatiale AS 350 Écureuil
- Bell 212
- Bell UH-1 Huey
- Embraer Legacy 600
- FAdeA I.A. 73
- Cessna A-150L
- Cessna T-41A/D Mescalero
- ENAER T-35 Pillán
- IAI Kfir CE - 15 esemplari (1982-?)[23]
- IAI Kfir TC.2 - 3 esemplari (1982-?)[23]
- Aérospatiale AS 332B Super Puma - 5 esemplari (?-1982)[24][25]
- Beechcraft T-34C1 Mentor - (?-2018)[26]
- Boeing 727-134
- Dassault Mirage F1JA - 16 esemplari (?-?)[27]
- Dassault Mirage F1JE - 2 esemplari (?-?)[27]
- SEPECAT Jaguar ES - 10 esemplari (1977-2003)[28][29][30]
- SEPECAT Jaguar EB - 2 esemplari (1977-2003)[28][29][30]
- SEPECAT Jaguar GR1 - 3 esemplari (1991-2003)[28][29][30]
- Cessna A-37B Dragonfly
- English Electric Canberra B Mk.6 (1955-?)
- BAC Strikemaster Mk 89/89A
- Hawker Siddeley HS 748
- Aérospatiale SA 319B Alouette III - 10 esemplari (1972-?)[31]
- Lockheed P-80 Shooting Star (1957-?)
- Gloster Meteor (1954-1972)
- Republic P-47 Thunderbolt (1947-1959)